# Serre (bouwwerk)

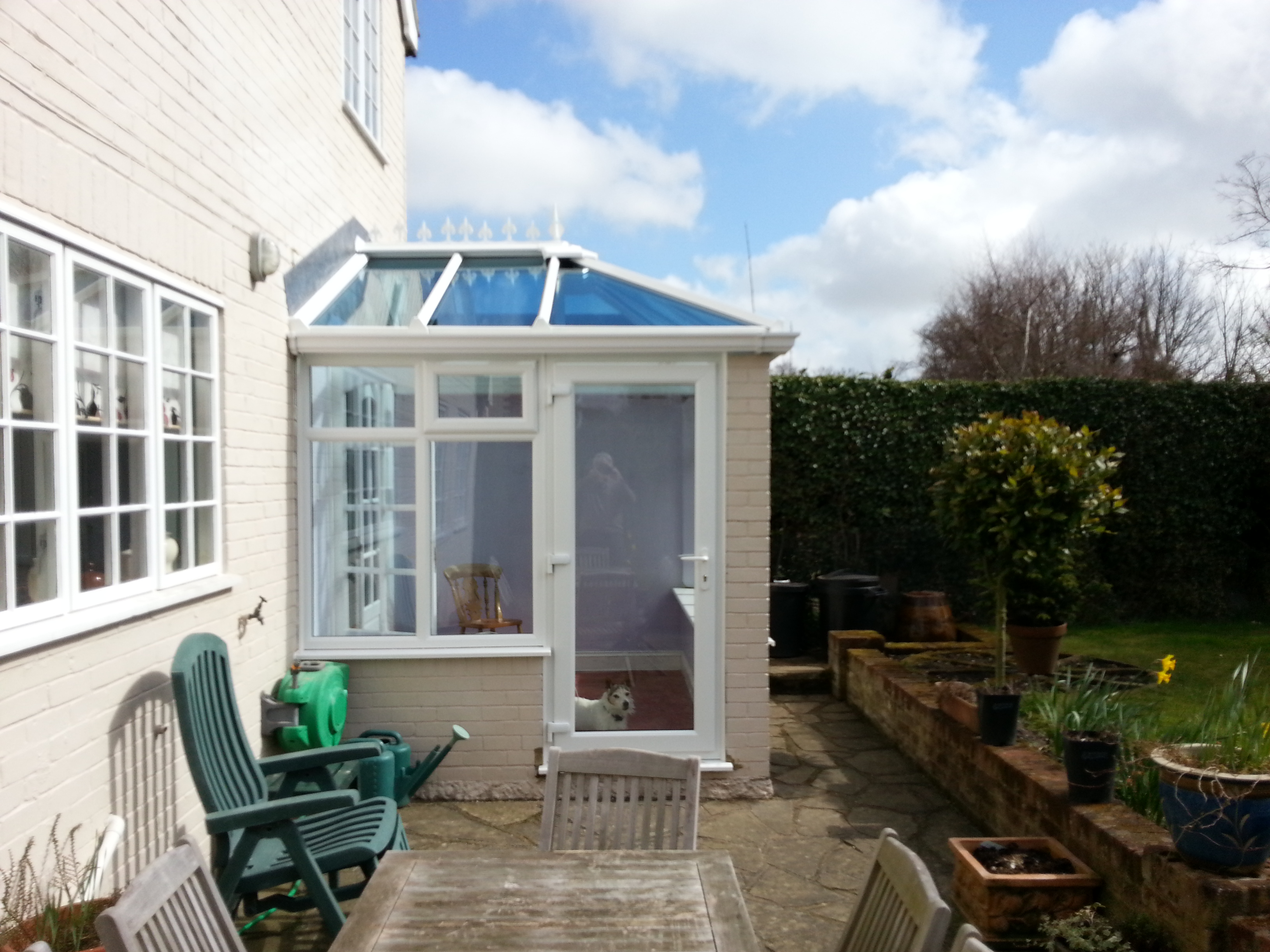
Moderne variant met glazen bovendak

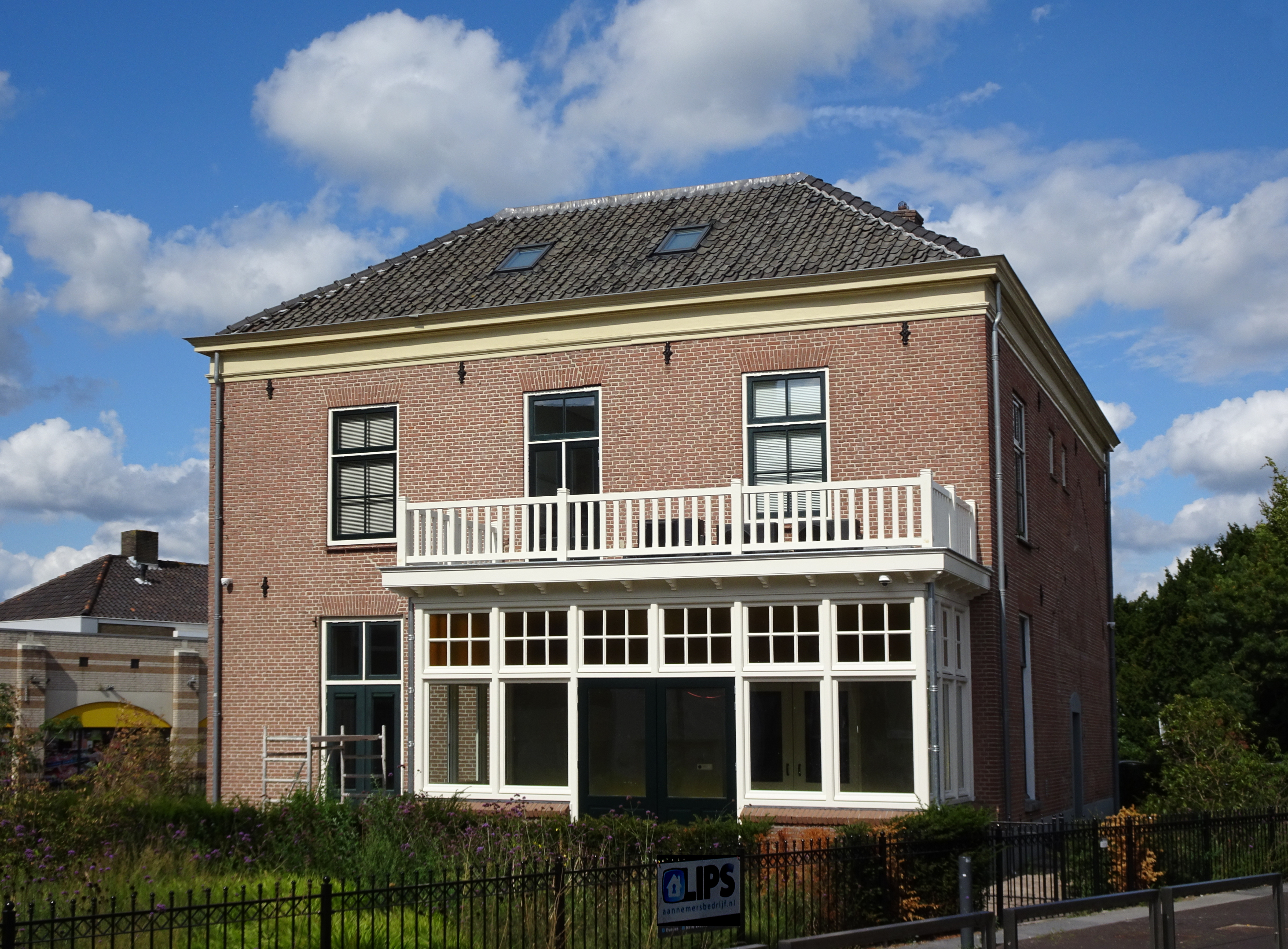
Serre aan een pastorie in Nederland

Een serre of wintertuin (in Vlaanderen veranda genoemd) is een aanbouw op de begane grond aan een woning, soms vrijstaand, die grotendeels uit glas bestaat en typisch aan de zonnekant gelegen is, waardoor de bouwwijze meteen zorgt voor een vorm van verwarming door de stralingswarmte van de zon. De bouwwijze stamt uit een tijd dat veel beglazing in een gebouw in de winter zorgde voor veel warmteverlies. Op het einde van de winter en het voorjaar kan juist de temperatuur in een serre aan de zonnekant snel oplopen en zelfs leiden tot oververhitting. Een serre is traditioneel een bouwwijze om veelvuldige beglazing van de rest van een gebouw af te kunnen zonderen wegens deze grote en soms ongewenste temperatuurvariaties. Vanaf het einde van de 20e eeuw werd deze bouwwijze met serre deels vervangen door een bouwwijze met veel en goed geïsoleerd vensterglas in de woonruimte zelf, aangevuld met een vorm van (variabele) buitenzonnewering tegen oververhitting.

## Naamgeving
Een serre wordt ook wel wintertuin genoemd, vooral als deze voor de winteropslag van kuipplanten wordt gebruikt.
Een kleine uitbouw aan de zitkamer wordt ook wel serre genoemd.

### Vlaanderen
Wat Nederlanders een serre noemen, heet in Vlaanderen een veranda.
In Vlaanderen bedoelt men met serre, wat men in Nederland met (verwarmde) kas benoemt. 

## Afbeeldingen

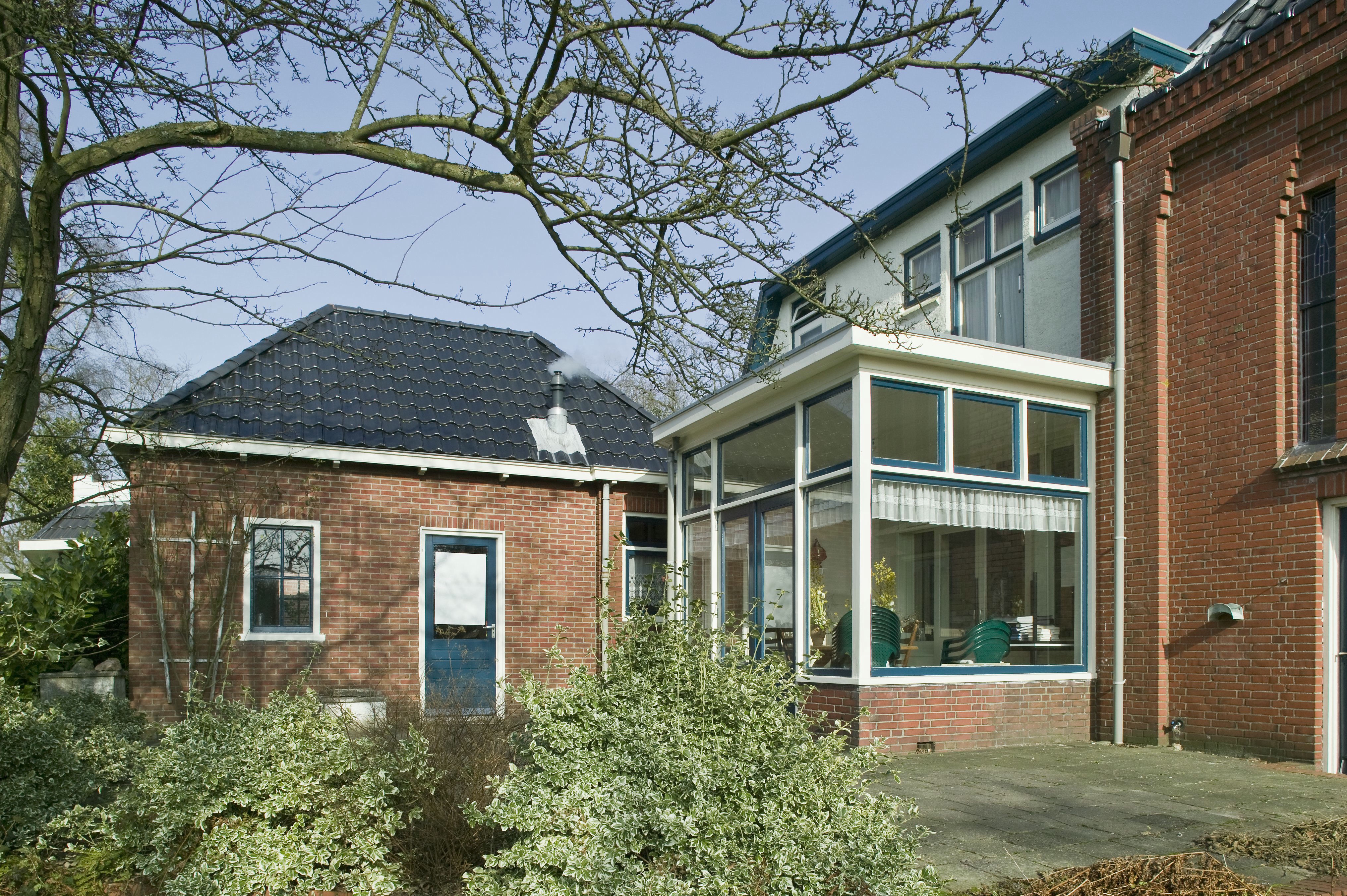
Klassieke serre in Zuidhorn, Nederland
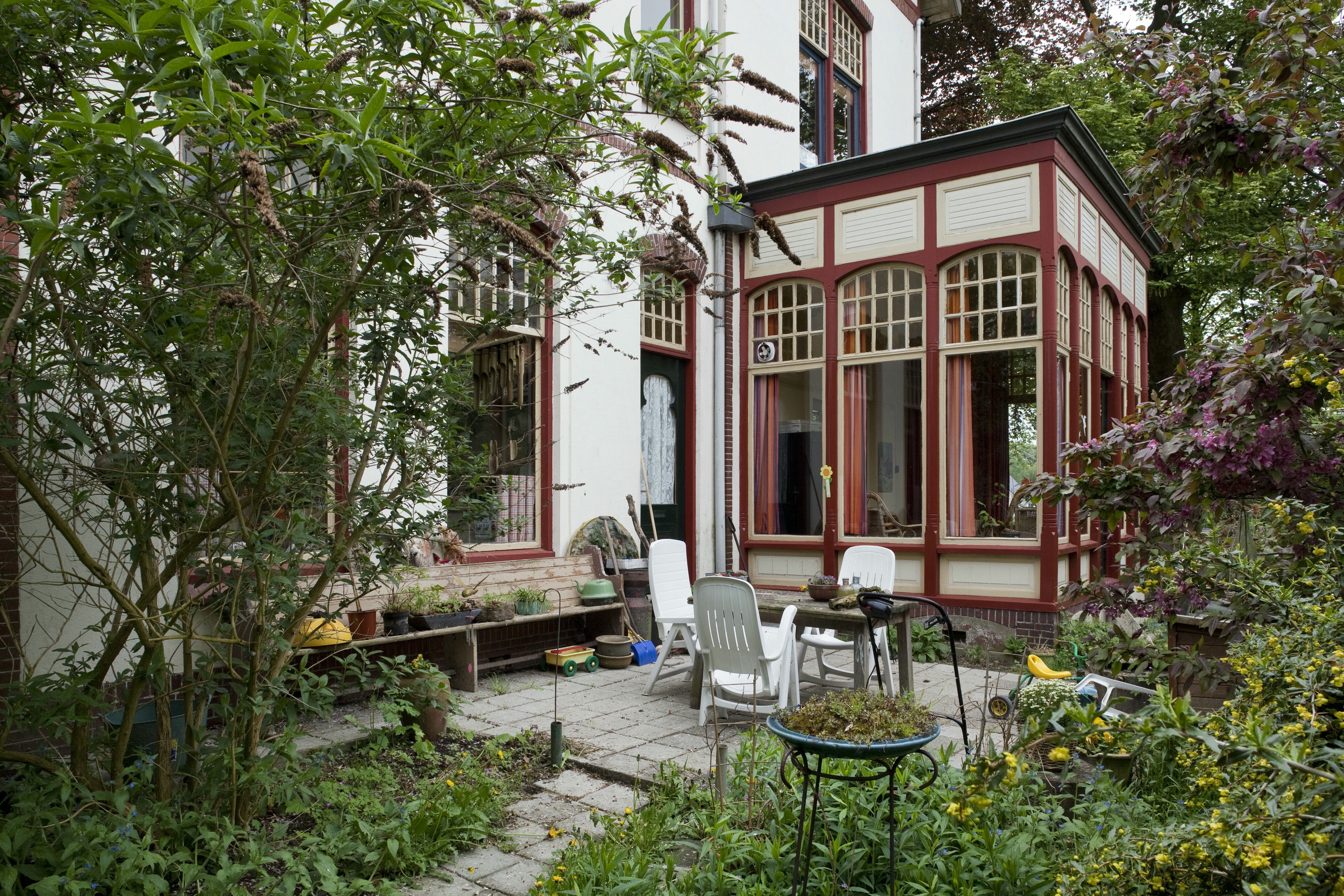
Klassieke serre in Stadskanaal, Nederland
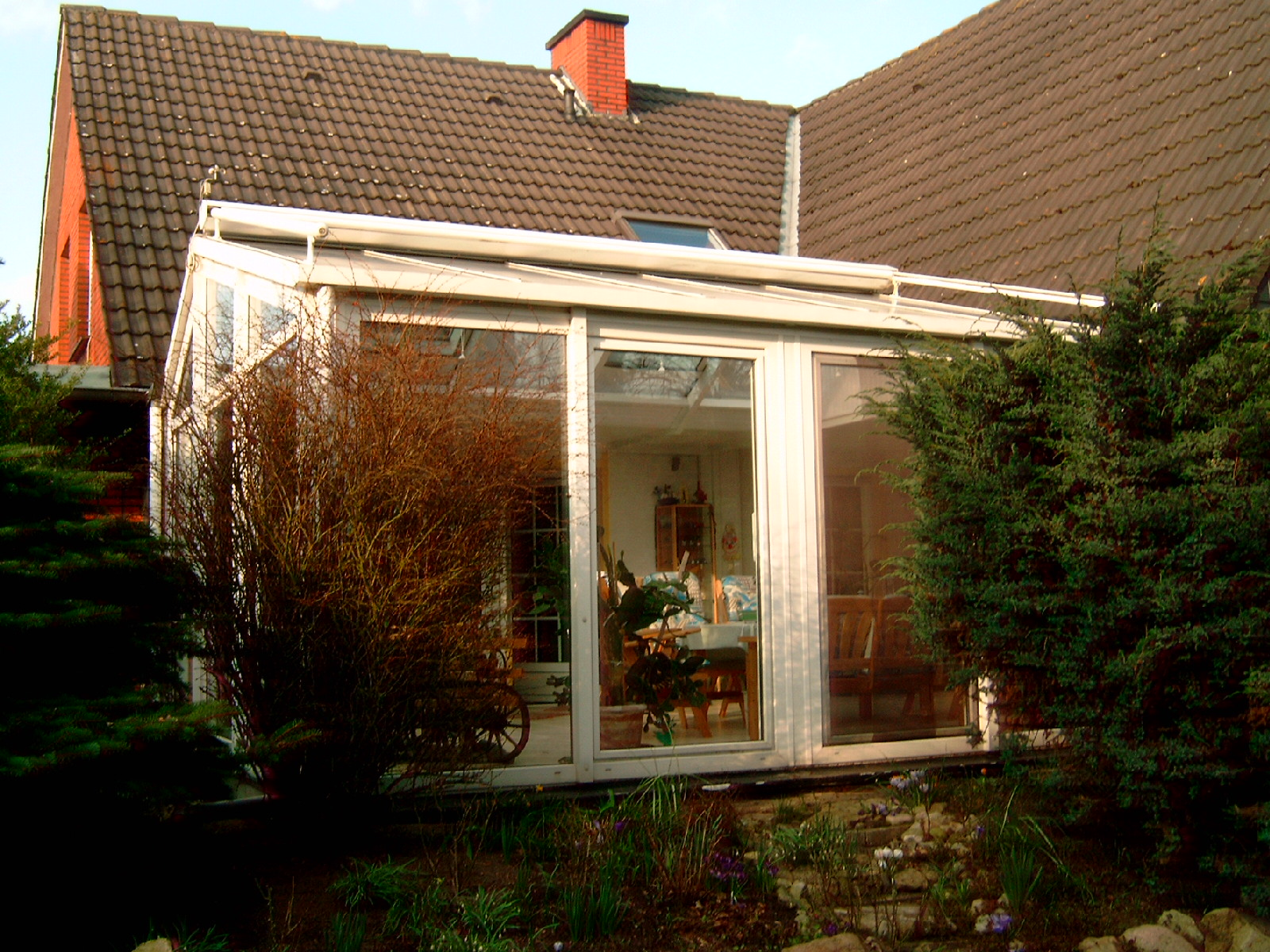
Moderne serre, Duitsland
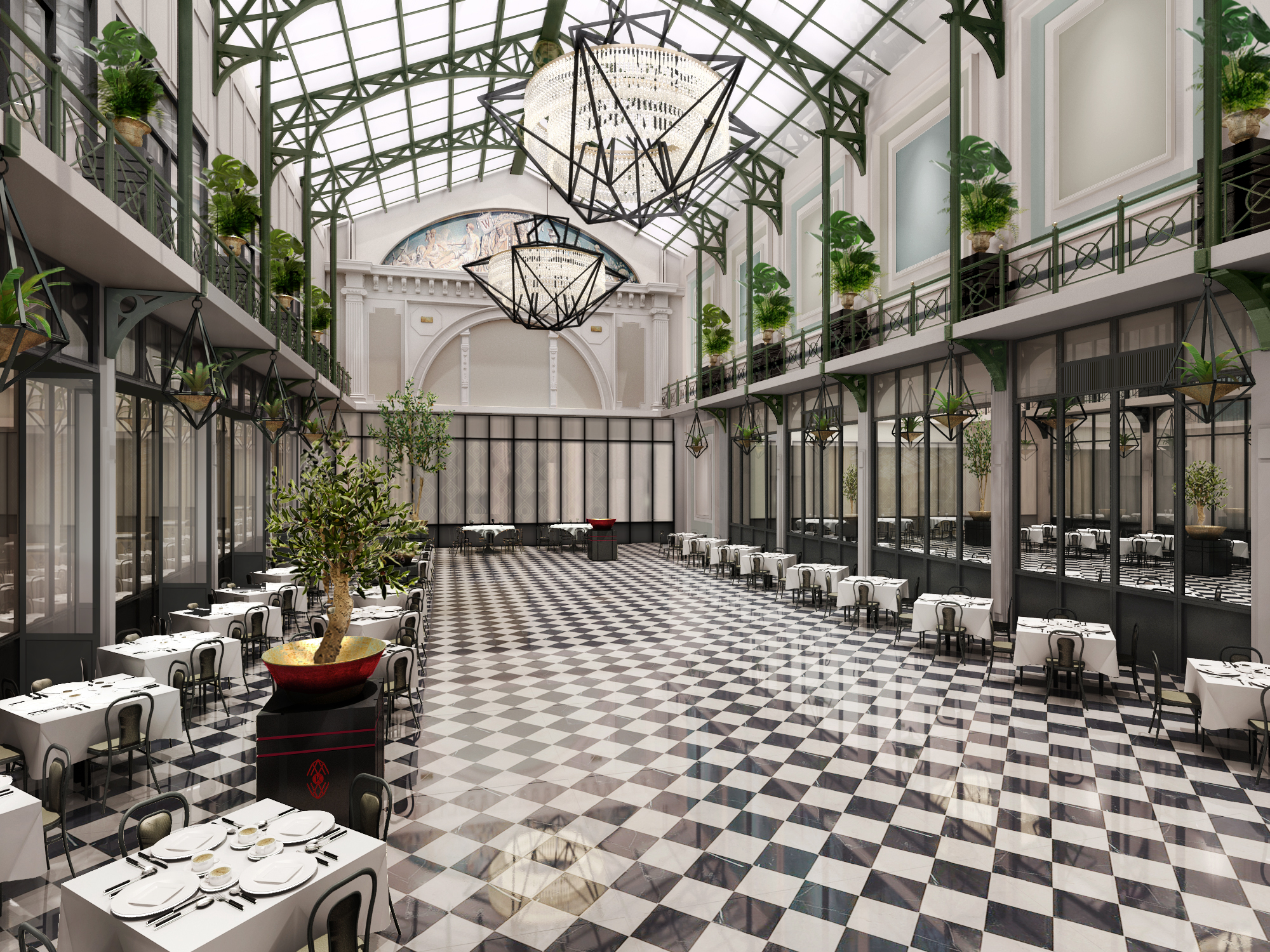
Wintertuin van Grand Hotel Krasnapolsky, Amsterdam, Nederland